# Tim Thamerus
Tim Thamerus (* 5. Februar 1966) ist ein ehemaliger deutscher Fußballspieler im Sturm. Er spielte für die BSG Energie Cottbus in der DDR-Oberliga.

## Karriere
Thamerus spielte von 1984 bis 1987 bei der zweiten Mannschaft des BFC Dynamo. 1985/86 gelang ihm mit dem BFC Dynamo II der Staffelsieg. Da jedoch zweite Mannschaften nicht aufstiegsberechtigt waren, stieg die Zweitplatzierte BSG Energie Cottbus in die DDR-Oberliga auf. 1987 wechselte Thamerus für ein Jahr zur SG Dynamo Fürstenwalde. Seinen ersten Einsatz hatte er am 9. August 1987, als er am 1. Spieltag der Saison 1987/88 bei der 4:1-Niederlage gegen die BSG Aktivist Brieske-Senftenberg in der 70. Minute für Uwe Horn eingewechselt wurde. Fortan stand Thamerus regelmäßig in der Startelf. Am 20. Februar 1988 schoss er sein erstes Tor beim Rückspiel gegen die BSG Aktivist Brieske-Senftenberg. Fürstenwalde gewann mit 3:0. Insgesamt kam Thamerus auf 28 Ligaeinsätze und zwei Tore. 1988 wurde er von der BSG Energie Cottbus verpflichtet, die in die Oberliga aufgestiegen war. Dort debütierte er am 19. August 1988, als er bei der 3:0-Niederlage gegen Hansa Rostock in der 77. Minute für Jörg Burow eingewechselt wurde. Dennoch konnte Thamerus sich 1988/89 nicht durchsetzen und kam am Ende der Saison lediglich auf 13 Einsätze, darunter acht Ein- und vier Auswechslungen. Deswegen ging er bereits in der nächsten Saison zum DDR-Ligisten BSG Motor Ludwigsfelde, wo er von Beginn an zum Stammpersonal gehörte und vier Tore in 28 Spielen erzielte.